# 1027年
| 千纪： | 2千纪 |
| 世纪： | 10世纪 \| 11世纪 \| 12世纪                                                                                 |
| 年代： | 990年代 \| 1000年代 \| 1010年代 \| 1020年代 \| 1030年代 \| 1040年代 \| 1050年代                            |
| 年份： | 1022年 \| 1023年 \| 1024年 \| 1025年 \| 1026年 \| 1027年 \| 1028年 \| 1029年 \| 1030年 \| 1031年 \| 1032年 |
| 纪年： | 丁卯年（兔年）；契丹太平七年；北宋天圣五年；大理正治元年；越南順天十八年；日本萬壽四年                     |

## 大事记
- 神圣罗马帝国
  - 3月26日——康拉德二世被加冕为皇帝。
- 法国
  - 5月14日——法蘭克人國王羅貝爾二世加冕亨利一世為共治國王，但母親阿爾勒的康斯坦絲卻希望自己的小兒子勃艮第的羅貝爾繼承王位，導致發生內戰，羅貝爾二世在與兒子亨利一世及亨利一世為共治國王，但母親阿爾勒的康斯坦絲卻希望自己的小兒子勃艮第的羅貝爾內戰中被擊敗被迫退至博讓西，亨利一世逃亡諾曼第。
- 匈牙利
  - 伊什特万一世夺取了隶属波兰的斯洛伐克。
- 其他
  - 藏历开始

## 出生
- 范純仁（1027年－1101年，74岁），名相范仲淹次子。
- 李常（1027年－1090年，63岁）。黃庭堅之舅父，是一位詩人兼藏書家。
- 斯維亞托斯拉夫二世·雅羅斯拉維奇（1027年－1076年，49岁）基輔大公